# سجلاط
سَجِلاّط (الاسم العلمي: Nyctanthes)، جنس نباتات مُزهرة من فصيلة الزيتونية، موطنها جنوب شرق آسيا.الأنواع المقبولة حاليًا في الجنس نوعين؛ الأنواع الأخرى التي كانت مُدرجة سابقًا في هذا الجنس نُقلت إلى أجناس أخرى، معظمها إلى الياسمين.
وهي جنبات أو أشجار صغيرة يصل ارتفاعها إلى 10 أمتار وذات لحاء قُشَيريّ. أوراقها متعاقبة وبسيطة. أزهارها صيوانية التجميع محورية وتاجية الارتكاز تكون من إثنتين إلى سبع معًا. الثمرة كبسولية تتكون من جزأين، وبذرة واحدة في كل جزء. اسم Nyctanthes يعني «أزهار الليل».
الأنواع
1. Nyctanthes aculeata Craib – تايلاند
2. Nyctanthes arbor-tristis L. - (ياسمين ليلي الأزهار أو «الشجرة الحزينة») موطنها الهند، نيبال، بوتان، آسام، أروناجل برديش، جاوة (جزيرة)، سريلانكا وسومطرة.

## المراجع

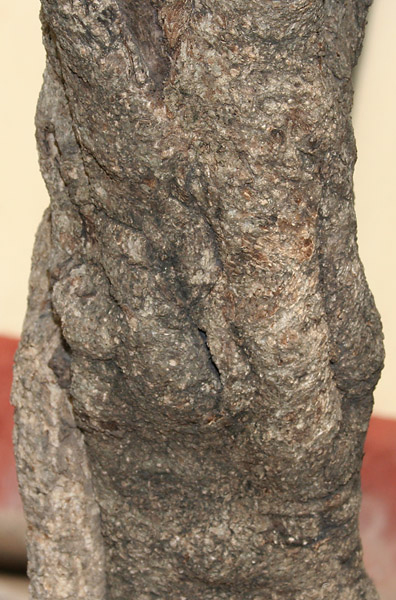
A Nyctanthes trunk from الهند
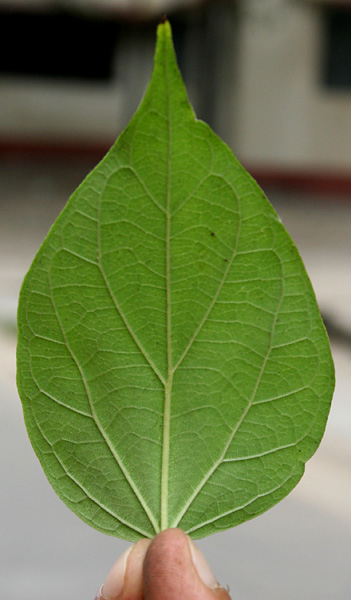
A Nyctanthes leaf from India